# Eurydice grimaldii
Eurydice grimaldii is een pissebed uit de familie Cirolanidae. De wetenschappelijke naam van de soort is voor het eerst geldig gepubliceerd in 1888 door Dollfus.